# Cormac McCarthy
Cormac McCarthy (Providence (Rhode Island), 20 juli 1933 – Santa Fe (New Mexico), 13 juni 2023) was een Amerikaans schrijver. In 2007 kreeg hij de Pulitzerprijs voor literatuur voor The Road. De meeste van zijn boeken zijn in het Nederlands vertaald.

## Biografie
Vóór zijn schrijversloopbaan werkte hij als advocaat en diende hij vier jaar in de US Air Force.
In 1959 en 1960 publiceerde hij twee korte verhalen en in 1965 een eerste roman, The Orchard Keeper. Van 1965 tot 1967 reisde Cormac McCarthy naar Ierland, op zoek naar zijn roots. Daarna bezocht hij diverse andere Europese landen. In 1967 keerde hij terug naar de VS. In 1968 publiceerde hij zijn tweede roman, Outer Dark. In 1973 schreef hij het filmscript voor de televisiefilm The Gardeners Son. In 1979 volgde de roman Suttree, volgens vele critici zijn beste roman.
Zijn bekendste roman, Blood Meridian, or the Evening Redness in the West, verscheen in 1985. De roman beschrijft historische en gewelddadige gebeurtenissen (rond 1840) op de grens tussen de VS en Mexico. McCarthy ging verder op dit pad en begon aan The Border Trilogy, bestaande uit drie boeken: All the Pretty Horses (1992), bekroond met de National Book Award, The Crossing (1994) en Cities of the Plain (1998). The Border Trilogy werd goed ontvangen. Het duurde tot 2005 voor McCarthy met de harde misdaadroman No Country for Old Men kwam. Deze roman werd in 2007 door Joel en Ethan Coen verfilmd. De film werd alom gelauwerd, onder meer met vier Oscars.
Tussendoor schreef hij het toneelstuk The Stonemason (1994). In 2006 verscheen zijn boek The Road, over een harde reis van een vader en zijn zoon (verfilmd in 2009). Voor The Counselor (Ridley Scott, 2013) schreef hij zijn eerste speciaal voor een film geschreven scenario.
McCarthy overleed in zijn huis in Santa Fe op 89-jarige leeftijd.

## Werken

### Proza

#### Romans
- 1965 : The Orchard Keeper
- 1968 : Outer Dark
- 1973 : Child of God. Vertaald als: Kind van God. Amsterdam, De Arbeiderspers, 1994 ISBN 90-295-3036-7
- 1979 : Suttree. Vertaald als: Angel. Amsterdam, De Arbeiderspers, 1996 ISBN 90-295-3038-3; Suttree. Amsterdam, De Arbeiderspers, 2014 ISBN 978-90-295-8983-3
- 1985 : Blood Meridian, or the Evening Redness in the West. Vertaald als: Meridiaan van bloed, of Het avondrood in het westen. Amsterdam, De Arbeiderspers, 1997 ISBN 90-295-3052-9
- 1992 : All the Pretty Horses (The border trilogy, vol. 1). Vertaald als: Al de mooie paarden. Amsterdam, De Arbeiderspers, 1994 ISBN 90-295-3034-0
- 1994 : The Crossing (The border trilogy, vol. 2). Vertaald als: De kruising. Amsterdam, De Arbeiderspers, 1995 ISBN 90-295-3037-5
- 1998 : Cities of the Plain (The border trilogy, vol. 3). Vertaald als: Steden van de vlakte. Amsterdam, De Arbeiderspers, 1999 ISBN 90-295-2969-5
- 1992-1998 : The border trilogy. Vertaald als: De grenstrilogie. Amsterdam, De Arbeiderspers, 2009 ISBN 978-90-295-6764-0
- 2005 : No Country for Old Men. Vertaald als: Geen land voor oude mannen. Amsterdam, De Arbeiderspers, 2006 ISBN 90-295-6315-X
- 2006 : The Road. Vertaald als: De weg. Amsterdam, De Arbeiderspers, 2007 ISBN 978-90-295-6438-0
- 2022 : The Passenger. Vertaald als: De passagier. Amsterdam, De Arbeiderspers, 2022 ISBN 978-90-295-4752-9

#### Kortverhalen
- 1959 : Wake for Susan
- 1960 : A Drowning Incident

### Toneel
- 1995 : The Stonemason
- 2006 : The Sunset Limited

### Scenario's
- 1976 : The Gardener's Son
- 2013 : Child of God (coscenarist)
- 2013 : The Counselor

## Films naar werk van McCarthy

### Bioscoopfilms
- 2000 : All the Pretty Horses (Billy Bob Thornton)
- 2007 : No Country for Old Men (Joel en Ethan Coen)
- 2009 : The Road (John Hillcoat)
- 2013 : Child of God (James Franco)
- 2013 : The Counselor (Ridley Scott)

### Televisiefilms
- 1976 : The Gardener's Son (gemaakt voor Public Broadcasting Service (Richard Pearce)
- 2011 : The Sunset Limited (gemaakt voor HBO) (Tommy Lee Jones)

- Bibsys: 90348328
- Biblioteca Nacional de Chile: 000334005
- Biblioteca Nacional de España: XX946358
- Bibliothèque nationale de France: cb120763930 (data)
- Catàleg d'autoritats de noms i títols de Catalunya: 981058507593406706
- CiNii: DA04855441
- Digitale Bibliotheek voor de Nederlandse Letteren: mcca002
- Gemeinsame Normdatei: 118873822
- International Standard Name Identifier: 0000 0001 2125 9060
- Library of Congress Control Number: n82028392
- Nationale Bibliotheek van Letland: 000020329
- MusicBrainz: 1904173a-8508-47ca-9880-51dfd363acfd
- Bibliotheek van het Japanse parlement: 00471296
- Nationale Bibliotheek van Tsjechië: jn19990005526
- Nationale bibliotheek van Australië: 35338171
- Nationale Bibliotheek van Israël: 987007309805505171
- Nationale Bibliotheek van Polen: a0000002851798
- Nationale en Universitaire bibliotheek Zagreb: 000252540
- Nederlandse Thesaurus van Auteursnamen: 072241446
- Réseau des bibliothèques de Suisse occidentale: 02-A013160800
- Istituto Centrale per il Catalogo Unico: RAVV086000
- LIBRIS: 248959
- SNAC: w6737gk3
- Système universitaire de documentation: 066912717
- Trove: 917033
- Virtual International Authority File: 29558386
- WorldCat: E39PBJbH4ckwwT9hVRdjhCm68C